# Cereria Subirà
La cereria Subirà és un establiment situat a la Baixada de la Llibreteria, 7 de Barcelona, catalogat com a de gran interès (categoria E1).

## Història
Francesc Galí i Tenas, originari de Camprodon, era un comerciant de productes colonials que s'establí al carrer de l'Argenteria de Barcelona al segle xviii. El seu fill Jacint Galí i Carner, candeler de cera, es va casar amb Maria Teresa Vilar i Ballester, filla de l'argenter Onofre Vilar i Llor i d’Emmanuela Ballester i Cruïlles, germana del també cerer Rafael Ballester i Cruïlles. El 1781 va demanar permís per a fer reformes a la seva casa.
A la seva mort el 1805, fou succeït pel seu fill Jacint Galí i Vilar, també cerer i casat amb Josepa Boscà i Dorda, pubilla del mas Boscà de Badalona. Aquest va morir el 1825 sense descendència masculina, i el negoci va passar a mans de la seva vídua, que el 1842 el va traspassar a Martí Prat, antic encarregat de l'establiment, que el regentà fins a la seva mort el 1858. Probablement per la minoria d'edat dels seus tres fills, se'n va fer càrrec la seva vídua fins al 1874, quan va adoptar definitivament el nom de Fills de M. Prat. Els germans Prat tenien també un altre establiment al carrer dels Corders, 12, l'antiga cereria de Valentí Quintana i Vilajuana (†1870).
El 1911, i a causa de l'obertura de la Via Laietana, hagueren de tancar la botiga del carrer de l'Argenteria, traslladant-se a l'actual emplaçament, on hi havia hagut la botiga de teixits La Argentina, fundada per Pau Despax el 1847.
Els germans Prat van morir durant la Guerra Civil, i el 1940 se'n va fer càrrec el cerer de Vic Paulí Subirà i Arumí (1898-1964), casat amb Montserrat Rocamora i Cuatrecasas, que posteriorment el va llegar al seu fill petit Jordi Subirà. L'any 1969, la botiga va ser afectada per un incendi que va estar a punt de destruir l'establiment, restaurat el 1983 per l'arquitecte Josep Maria Botey. Actualment, ja sense obrador, segueix vinculada a la família Subirà.

## Descripció
L'exterior presenta dues obertures emmarcades per dues pilastres de fusta amb decoracions grotesques. Una feixa de fusta motllurada que conté la llegenda «Casa fundada en 1761» a l'esquerra i «Paulí Subirà» a la dreta, uneix les dues pilastres a mitjana alçada, dividint les dues obertures en dos nivells. Al nivell inferior aquesta feixa és suportada per tres columnes salomòniques de pedra que emmarquen les dues obertures. Al nivell superior, més simple, destaca el nom de l'establiment «Subirà» i «Cereria» a la llinda de cadascuna de les obertures.
Els taulells, armaris, calaixos, prestatges i portes són originals del segle xix. El paviment hidràulic conforma un escacat de peces negres i blanques. Una escala de tipus imperial condueix a la galeria superior de l'establiment. A l'arrancada de les baranes, de ferro forjat amb passamà de fusta, se situen les escultures metàl·liques de dues dones que aguantaven llànties de gas, ara substituïdes per unes torxes. Aquestes escultures van ser importades de París per la companyia de gas Lebon.